# La Revue du siècle
La Revue du siècle, « Revue mensuelle, organe des groupements Latinité et Réaction » (Paris, Éditions du siècle, 1933-1935), est un périodique mensuel français dirigé par Jean de Fabrègues.
Sa parution comprend deux périodes : 
– première série : du  no 1 (avril 1933) au no 12 (mars/avril 1934) ;
– seconde série, sous le titre La Revue du XXe siècle : du no 1 (novembre 1934) au no 6 (mai/juin 1935).
La Revue du siècle est un périodique politique et littéraire d’extrême droite (anticommuniste, antidémocratique), favorable au fascisme et regroupant surtout des anciens disciples de Charles Maurras et de L'Action française comme Thierry Maulnier et Jean de Fabrègues. Elle résulte de la fusion des équipes de rédaction de Réaction pour l'ordre, de Latinité et des Cahiers d'Occident.
Sa ligne éditoriale la rapprochait également du personnalisme d'Emmanuel Mounier et de ceux que l'on nomme les « non-conformistes des années 30 ».
La Revue du siècle sera partiellement reprise par le périodique Muses.